# 1973年阿拉斯加州单一国会选区特别选举
1973年阿拉斯加州单一国会选区特别选举于1973年3月6日举行，旨在为阿拉斯加州单一国会选区选派联邦众议员。虽然前任议员尼克·贝吉奇于1972年得以连任，但是他在选举前不久于一场空难中失踪，随后于1972年12月从法律上被宣告死亡。由于这一席位开缺，阿拉斯加州州长威廉·艾伦·伊根下令举行特别选举。在共和党初选中，于1972年输给尼克·贝吉奇的唐·扬在没有对手的情况下获得了共和党提名。而埃米尔·诺蒂在民主党初选中击败了钱西·克罗夫特和贝吉奇的遗孀佩吉·贝吉奇获得了民主党提名。在随后的决选中，唐·扬击败诺蒂赢得了联邦众议院席位。

## 背景
1972年10月16日，时任众议员尼克·贝吉奇在与联邦众议院多数党领袖海尔·博格斯一同搭乘飞机时失踪，其尸骨至今仍未被寻获。不过虽然如此，尼克·贝吉奇还是在随后的选举中击败了唐·扬得以连任。在耗费3600小时搜索了将近325,000平方英里后，美国空军未能寻获失事飞机，遂于11月24日宣布终止搜索任务。
在搜寻失败后，唐·扬要求州长威廉·艾伦·伊根召开会议，以推进补选进程。根据阿拉斯加州的法律规定，一旦联邦众议院的席位开缺，州长必须在六十至九十天后举行特别选举。共有三份要求对贝吉奇进行死亡推定听证会的请愿书被上交至朱诺地区法院，随后这些请愿书又被转交至安克雷奇。12月12日，在经过6人陪审团20分钟的讨论后，得出了尼克·贝吉奇和机上其他乘客已经死亡的推定。
12月29日，州长宣布特别选举将会在1973年3月6日举行。

## 民主党提名
1972年11月7日，也就是1972年选举结束后，尼克·贝吉奇的妻子佩吉·贝吉奇表示愿意参加特别选举以填补其丈夫留下的空位。她后来又表示，一旦她丈夫遭遇不测导致席位空缺，她愿意参加民主党提名。12月20日，她又宣布她愿意花费40,000至60,000美元用于竞选活动。
《安克雷奇每日新闻》公布了对民主党中央委员会28名成员中22位的民意调查，其中11人支持州参议员钱西·克罗夫特，8人未作决定，3人支持佩吉·贝吉奇。12月7日，钱西·克罗夫特宣布他将寻求民主党的提名。1973年1月5日，阿拉斯加州民主党主席埃米尔·诺蒂也同样宣布寻求民主党提名。
51名民主党人于12月5日提起诉讼，试图阻止阿拉斯加州民主党中央委员会仅通过委员会会议就决定提名人。12月7日，阿拉斯加州最高法院法官埃德蒙·W·伯克采纳了这项诉讼。随后诺蒂宣布上诉，但是于12月28日遭到驳回。法院裁定，仅通过民主党中央委员会的一次会议就决定民主党提名违反了一人一票的原则。虽然之后民主党中央委员会仍尝试上述，但是法院最终还是在1973年1月10日做出了对51位民主党人有利的裁定。
1973年1月14日，民主党州代表大会在安克雷奇淘金热酒店举行，诺蒂在第三轮投票中以108.5票对克罗夫特90.4票的优势获得胜利。1973年1月17日，诺蒂选择让佩吉·贝吉奇担任他的竞选主持人。大会之后，民主党全国委员会委员克里夫·沃伦宣布放弃继续对裁决提出上诉，并禁止仅通过委员会会议就决定提名人。

### 人选
- 佩吉·贝吉奇，前任众议员尼克·贝吉奇的遗孀[9]
- 钱西·克罗夫特，阿拉斯加州众议院（1969年–1971年）以及阿拉斯加州参议院（1971年–1979年）议员。[12]
- 埃米尔·诺蒂，阿拉斯加州民主党主席[13]

#### 猜测
- 吉尼·盖斯，阿拉斯加州众议院前议长[22]
- 威利·亨斯利，阿拉斯加州众议院议员（1967年–1970年）[22]
- 埃德·默德斯，阿拉斯加州参议院议员[22]
- 约翰·拉德，阿拉斯加州参议院议员[22]

#### 拒绝
- H·A·布歇，阿拉斯加州第二任副州长（1970年–1974年）[23]
- 约翰·哈夫洛克，阿拉斯加总检察长[23]

### 结果
| 政党   | 政党   | 候选人        | 票数  | %       | ± |
| ------ | ------ | ------------- | ----- | ------- | - |
|        | 民主党 | 埃米尔·诺蒂   | 108.5 | 54.55%  |   |
|        | 民主党 | 钱西·克罗夫特 | 90.4  | 45.45%  |   |
| 总票数 | 总票数 | 总票数        | 198.9 | 100.00% |   |

## 共和党提名
阿拉斯加州前州长基思·哈维·米勒、安克雷奇市市长乔治·M·沙利文、前自然资源专员汤姆·凯利以及曾被外界推测可能参加共和党提名的州参议员克利福德·格罗和洛厄尔·托马斯皆表示他们会支持唐·扬获得共和党提名。不过沙利文和格罗还表示，如果唐·扬退选，自己也同样愿意寻求共和党提名。
1972年12月2日，阿拉斯加州共和党中央委员会在8名委员出席和8名委员代理投票的情况下，一致投票决定给予唐·扬共和党提名。
12月13日，共和党就法官埃德蒙·W·伯克关于民主党特别选举候选人只能在大会上提名而不能由民主党中央委员会提名的裁决提起诉讼，要求对此做出解释。阿拉斯加政府提出动议驳回共和党的诉讼，称解决此类冲突并非法院的职责。12月29日，法官埃弗雷特·W·赫普亦驳回了诉讼。阿拉斯加共和党主席杰克·科格希尔表示，由于诉讼被驳回，共和党人不需要通过召开共和党代表大会来选出他们的特别选举提名人，共和党对唐·扬的提名过程完全合法。

### 人选
- 唐·扬，阿拉斯加州众议院议员（1967年至1971年）和阿拉斯加州参议院议员（1971年至1973年）[25]

#### 猜测
- 克利福德·格鲁，阿拉斯加州参议院议员[24]
- 汤姆·凯利，前自然资源专员[24]
- 基思·哈维·米勒，第三任阿拉斯加州州长（1969年–1970年）[24]
- 乔治·M·沙利文，安克雷奇市市长（1967年–1981年）[24]
- 小洛厄尔·托马斯，阿拉斯加州参议院议员（1967年–1974年）[24]

## 大选

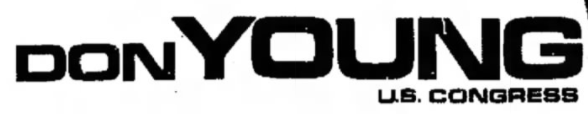
唐·扬的竞选LOGO

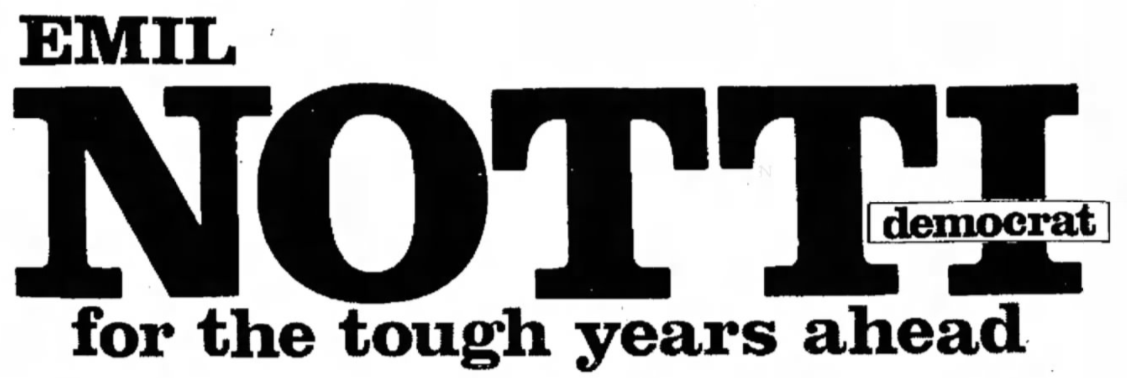
埃米尔·诺蒂的竞选LOGO

1973年1月9日，唐·扬正式申请参加特别选举。唐·扬表示，此次竞选的主要议题是阿拉斯加的环境保护以及自然资源资源利用。唐·扬还声称自己不会从阿拉斯加州参议院辞职，但会选择在周末休会期间进行竞选活动。杰克·科格希尔担任唐·扬的竞选主持人。
阿拉斯加州自由党主席格兰特·C·拉波亦以海选的形式参加了此次特别选举。
唐·扬声称，共和党领导层许诺他将会在美国众议院商船和渔业委员会和美国众议院自然资源委员会拥有一席之地。此外唐·扬还展示了一封由众议院少数党领袖杰拉尔德·福特签署的电报，从而证明了这一点。而埃米尔·诺蒂表示，众议院议长卡尔·阿尔伯特和众议院多数党领袖蒂普·奥尼尔向他许诺了美国众议院自然资源委员会的席位。
在3月6日的决选中，唐·扬以35044票（51.41%）对33123票（48.59%）的微弱优势险胜诺蒂。唐·扬于1973年3月14日正式就职，此后他一直担任联邦众议员，直至2022年逝世。唐·扬于2013年时成为了在任时间最长的共和党籍国会议员。

### 结果
| 政党   | 政党   | 候选人      | 票数   | %       | ±      |
| ------ | ------ | ----------- | ------ | ------- | ------ |
|        | 共和黨 | 唐·扬       | 35,044 | 51.41%  | +7.65% |
|        | 民主党 | 埃米尔·诺蒂 | 33,123 | 48.59%  | -7.65% |
| 总票数 | 总票数 | 总票数      | 68,167 | 100.00% |        |

## 各方背书
组织
- 民主党东南地区委员会[37]

组织
- 费尔班克斯中央劳工委员会[38]

组织
- 阿拉斯加医学政治行动委员会[39]
- 基奈原住民协会[40]

联邦官员
- 特德·史蒂文斯，阿拉斯加州联邦参议员（1968年–2009年）[41]

州级官员
- 汤姆·凯利，前自然资源专员[24]
- 基思·哈维·米勒，第三任阿拉斯加州州长（1969年–1970年）[24]

州议员
- 克利福德·格鲁，阿拉斯加州参议院议员[24]
- 小洛厄尔·托马斯，阿拉斯加州参议院议员（1967年–1974年）[24]

地方官员
- 乔治·M·沙利文，安克雷奇市市长（1967年–1981年）[24]